# Sonae
A Sonae é um grupo empresarial multinacional, sediado na Maia, em Portugal. Está presente em 90 países, atuando em diversos setores, entre os quais se destacam o retalho (alimentar, eletrónica e moda), imobiliário, media e telecomunicações, investimento em tecnologia e serviços financeiros.
É o maior empregador privado em Portugal, contando com um total de 48.222 colaboradores. A 17 de fevereiro de 2022, a CEO da empresa Cláudia Azevedo anunciou uma restruturação da imagem da empresa (Logo) e suas respetivas subsidiárias.
Atualmente, o Portfolio Sonae divide-se em: 
- MC (75,01%)
- Worten (100%)
- Sonae Sierra (100%)
- MUSTI Group (80,65%)
- BrightPixel (90%)
- NOS (37,4%)
- Sparkfood (100%)
- Universo by Sonae | Bankinter (50%)
- Salsa Jeans (100%)

A Sonae está listada na Euronext PSI, em Lisboa, com o código SON.
Pode ver os Resultados Consolidados da Empresa através do seguinte link Investidores

## História

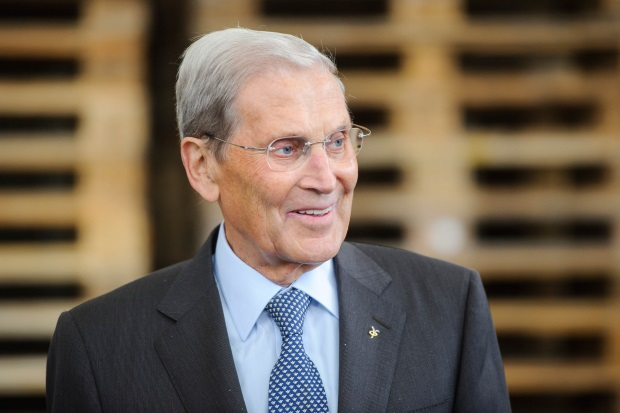
Belmiro de Azevedo

A Sonae foi criada em 1959, pelo empresário, banqueiro e mecenas, natural de Arouca, Afonso Pinto de Magalhães.
O grupo empresarial teve origem na Sociedade Nacional de Estratificados, companhia industrial que operava na área das madeiras processadas, mais especificamente, na produção de painéis laminados decorativos de alta-pressão. Durante as duas primeiras décadas de existência, a Sonae manteve-se como uma PME (pequena-média empresa).
Afonso Pinto de Magalhães, também fundador do Banco Pinto Magalhães, colocou Fábio Lemos no controlo da Sonae nos anos turbulentos após a Revolução dos Cravos. Nesse período, a empresa foi nacionalizada e depois reprivatizada.
Em 1982, Afonso Pinto de Magalhães, oferece 16% da Sonae a Belmiro de Azevedo, que havia sido admitido na Sonae em 1965. Após o falecimento do fundador, Belmiro de Azevedo atinge a maioria do capital, com 54,6%, assumindo o controlo da empresa.
Durante os anos 80, a Sonae iniciou o seu crescimento. Em 1985, foi criada a Sonae Investimentos SGPS (Sociedade Gestora de Participações Sociais), S.A. e o grupo entra na bolsa de valores de Lisboa.
Foi também no início da década de 80 que a Sonae iniciou a estratégia de diversificação de negócio, através de aquisições e criação de novos investimentos.
O grupo entra no mercado de distribuição moderna, ao abrir o primeiro hipermercado em Portugal, o Continente, na Senhora da Hora. Dois anos depois, a Sonae lança sete ofertas públicas de aquisição a sete empresas, o que lhe permite crescer nas diversas áreas de negócio.
Em 1993, a Sonae Indústria abre novos caminhos de expansão ao adquirir uma posição de controlo na espanhola Tafisa, o que lhe permite a expansão no seu segmento de negócios. Segue-se o lançamento da Worten, que marca a entrada da Sonae na área do retalho especializado.
Com Paulo Azevedo na liderança do projeto, em 1998 nasce a Optimus. A operadora móvel, funde-se, em 2013, com a Zon, dando origem à NOS.
Paulo Azevedo assumiu em 2007 a liderança do grupo Sonae, sucedendo ao pai Belmiro de Azevedo.
Em março de 2015, Belmiro de Azevedo anunciou a saída de chairman da Sonae. Paulo de Azevedo foi escolhido para chairman e CEO do grupo Sonae, repartindo a presidência da comissão executiva com Ângelo Paupério, que até aqui era vice-presidente da Sonae.
Em 2019, Cláudia Azevedo é eleita presidente executiva da Sonae pela maior empresa acionista do grupo, a Efanor. A filha de Belmiro de Azevedo iniciou funções em maio de 2019, substituindo os co-CEOs do grupo, Paulo Azevedo e Ângelo Paupério.

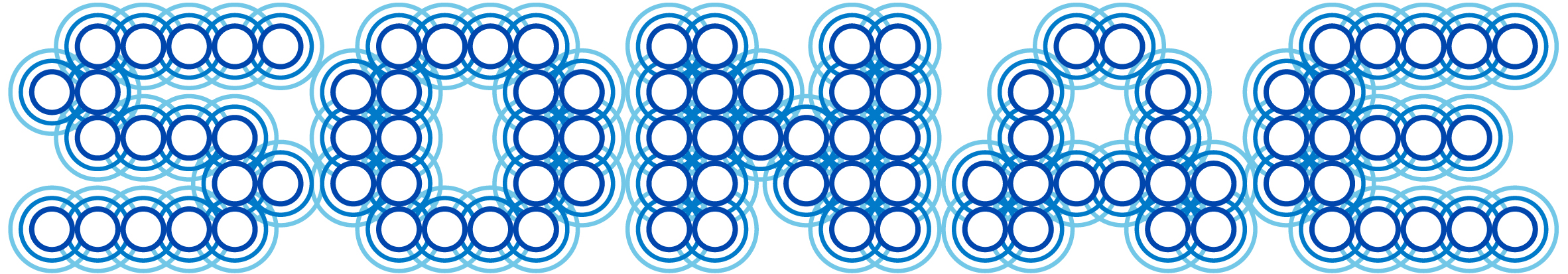
Antigo logo da Sonae usado desde 2010 até 2022.

## Organização

### Empresas do grupo Sonae
Atualmente a Sonae tem uma estrutura organizacional separada pelas diferentes áreas de negócio, onde estão inseridas as seguintes subholdings:

#### MC
A MC é líder no mercado português de retalho alimentar com um papel importante no setor da saúde, bem-estar e beleza na Ibéria, com 1.411 lojas, e da qual fazem parte as marcas: Arenal, Bagga, Continente, Continente Bom Dia, Continente Modelo, Continente Online, Druni, Go Natural, Meu Super, Note!, Wells (Dr. Wells), Zu.

#### Salsa Jeans
A Sonae concentra-se no retalho especializado em moda através da marca Salsa Jeans (jeans, vestuário e acessórios).

#### Worten
Empresa líder de retalho omnicanal de produtos e serviços, com foco em eletrodomésticos e eletrónica e um total de 276 lojas físicas, para além de uma forte presença no canal online acompanhada de expansão do seu marketplace. Comporta as marcas Worten, Worten Mobile e Worten Resolve.

#### Sparkfood
A Sparkfood é a nova unidade de gestão de investimentos da Sonae, atuando no investimento em empresas de alimentação que trabalham em soluções sustentáveis e saudáveis.

#### Universo
A Universo é a unidade de negócio da Sonae que, em conjunto com o Bankinter, disponibiliza soluções nos segmentos de pagamentos, cartão, crédito pessoal, seguros, poupança e investimento.
A Sonae detém 50% do capital da Universo, tendo vendido os restantes 50% ao Bankinter.
Com a venda de metade da Universo, segmentos como o Cartão Dá (cartões pré-pagos de refeição, presente e recompensas), voltaram para a esfera principal da Sonae e a ser geridos pela SFS, Gestão e Consultoria, S.A..

#### Bright Pixel
A Bright Pixel Capital possui uma estratégia de gestão ativa de portefólio, cujo objetivo é criar e gerir um conjunto de empresas de tecnologia, ligadas ao retalho, telecomunicações e cibersegurança. Apoia a implementação da estratégia da empresa e das operações, maximizando o retorno acionista sobre o portefólio das empresas participadas. Atualmente, o seu portefólio inclui a WeDo Technologies, Bizdirect, S21 Sec, Inovretail.

#### Sonae Sierra
A Sierra opera no setor imobiliário com uma abordagem integrada e realiza gestão de investimentos, promoção imobiliária, conceção e construção, gestão e leasing de ativos e serviços de sustentabilidade e ESG. Procura plataformas robustas a partir das quais cria estratégias sólidas para retorno de investimento, em distintos pontos do mundo. De espaços comerciais a espaços públicos ou espaços residenciais, da gestão de projetos a projetos chave-na-mão, a Sierra está na vanguarda do conhecimento no setor e é, por isso, o parceiro ideal para o desenvolvimento de conceitos inovadores.
A Sonae detém 100% do capital da Sonae Sierra.

#### NOS
A NOS é um grupo de telecomunicações e entretenimento que oferece uma vasta gama de serviços de telecomunicações a todos os segmentos de mercado: pessoal, residencial, empresarial e de wholesale, tendo uma posição de destaque nos serviços de TV por subscrição, serviços de banda larga de última geração, telefone e distribuição cinematográfica em Portugal. A Sonae detém 37,4% do capital da NOS.

### Outras empresas relacionadas
- Sonae Capital

Autonomizada desde 2007, a Sonae Capital integra cinco áreas de negócio do grupo:
Troia Resort - Desenvolvimento e gestão do Troia Resort;
Hotelaria - Gestão de hotéis e serviços integrados (SPA, Centro de congressos/Eventos e restauração);
Fitness - Gestão da rede de health clubs Solinca;
Energia - Prestação de serviços energéticos, desenvolvimento e gestão de instalações de produção energética com foco em cogeração;
Refrigeração e AVAC - Soluções de refrigeração comercial e industrial, sistemas de Building Management e soluções de climatização.
A empresa foi presidida por Cláudia Azevedo até 2018, quando passou a ser liderada por Miguel Gil Mata que assumiu a administração executiva.
- Sonae Indústria

A Sonae Indústria opera nas indústrias de mobiliário, construção e decoração e foi autonomizada da Sonae em 1996. Em 2016, a Sonae Indústria assumiu uma parceria estratégica com a empresa Arauco para os mercados europeu e sul-africano, alterando o seu modelo de governação ao instituir um comité de gestão.
Atualmente a empresa tem três áreas:
Sonae Arauco;
Tafisa Canada;
SIR and Movelpartes.

### Estrutura acionista
Atualizado em 26 de março de 2024
- Efanor - 53,01%
- Criteria Caixa - 5,00%
- Sonae (Ações próprias) - 3,51%
- Capital disperso (accionistas privados) - 38,48%

## Sonae no Mundo
A Sonae está presente em 74 outros países, nos 5 continentes. Uma parte importante da sua estratégia de crescimento e diversificação de receitas passa pela aposta nos mercados externos, que representa uma das suas prioridades de atuação e de investimento.

## Inovação
Desde 2007 que a Sonae já investiu mais de 700 milhões de euros em projetos no âmbito da inovação.
Em 2017, a estratégia de inovação aberta do grupo contou com 423 parceiros em 30 países de 4 continentes e apresentou um valor de 105 milhões em projetos de investigação, desenvolvimento e inovação.
Em 2018, a estratégia de inovação aberta do grupo contou com 429 parceiros em 34 países de 4 continentes e apresentou um valor de 110 milhões em projetos de investigação, desenvolvimento e inovação.

### Projetos
No ano de 2016, a Sonae implementou mais de 600 projetos, desenvolvidos com o objetivo de aumentar as vendas, reduzir custos e poupar tempo despendido em vários processos.
Anualmente, a Sonae publica o Livro de Inovação no Retalho, que reúne os projetos mais inovadores. O "Livro da Inovação no Retalho 2016" apresentou uma seleção de 71 inovações desenvolvidas e colocadas em prática pelas marcas de retalho da Sonae.
Em 2016, a Sonae conquistou o prémio European Excellence Awards 2016, na categoria de "Melhor Publicação Externa", com o "Livro de Inovação no Retalho 2015".

### Parcerias
A Sonae tem uma política de inovação aberta, recorrendo a colaboração e cooperação com universidades, entidades de I&D, startups, incubadoras e aceleradoras de negócios, e outras organizações, incluindo retalhistas internacionais. Em 2017, a rede de inovação aberta estendia-se a mais de 30 países.

## Sustentabilidade

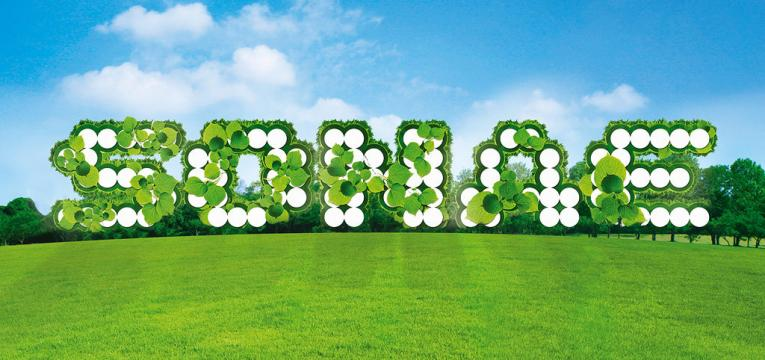

Neste âmbito, o grupo Sonae dinamiza diversas iniciativas, em várias vertentes, atuando em áreas como a solidariedade social, saúde e desporto, sensibilização ambiental, cultura, educação, ciência e inovação, sendo que o desenvolvimento sustentável é considerado um pilar estruturante da cultura da empresa.
Na vertente ambiental, além dos vários projetos dinamizados, o grupo afirmou o compromisso com a sustentabilidade ambiental, assinando o "Paris Pledge for Action", na Cimeira do Clima de Paris (COP21) em 2015.
Anualmente, a Sonae publica o seu Relatório de Sustentabilidade, onde disponibiliza informação sobre iniciativas, projetos e respetivo impacto. Em 2017, a Sonae envolveu 1617 voluntários em iniciativas de sustentabilidade num total de 1400 instituições apoiadas e 7233 horas de voluntariado. O documento divide-se em 5 áreas de atuação: O Impulso dos Nossos Negócios e Produtos, O Impulso das Nossas Pessoas, O Impulso dos Nossos Fornecedores e Parceiros, O Impulso das Nossas Comunidades, O Impulso do Nosso Planeta.
O Sonae Tech Hub, gerido pela Sierra recebeu uma certificação WELL que valorizou a preocupação pela sustentabilidade do edifício e promoção de saúde e bem estar dos trabalhadores. 

## Reconhecimento
A Sonae tem recebido prémios e distinções em diversas áreas, tendo já sido distinguida como uma das empresas mais éticas do mundo. Em 2017, recebeu 216 prémios, sendo 21 de âmbito internacional.

### Negócio
A Sonae integra a lista das 250 maiores retalhistas do mundo, de acordo com o relatório Global Powers of Retailing, realizado pela Deloitte e a revista norte-americana Stores.
Foi ainda considerada uma das empresas portuguesas com maior valor reputacional relativo, em função do enterprise value, com 71%.

### Educação e Capital Humano
Em 2017, a Associação Internacional de MBAs (AMBA) reconheceu a Sonae como a melhor empresa do mundo para estudantes de MBA (Master of Business Administration), com a distinção "MBA Employer".
Foi também considerada a terceira empresa preferida pelos universitários portugueses para trabalhar, segundo o ranking das empresas mais atrativas de Portugal, realizado pela Spark Agency e pela Escola de Economia e Gestão da Universidade do Minho, de 2017.
Recebeu ainda diversos outros prémios nesta área, como o Master de Capital Humano (2014) ou o prémio "Gestão de Talentos" dos Prémios Human Resources (2017).

### Marcas
As principais marcas de retalho da Sonae são frequentemente distinguidas pelos prémios portugueses como "Marcas de Confiança", no âmbito do estudo internacional promovido anualmente pelas Selecções do Readers Digest e como "Escolha do Consumidor", iniciativa da Consumerchoice.